# Corvée
Corvée è un termine francese (in italiano, talvolta, corvé) utilizzato nelle società feudali per indicare un tipo di prestazione dovuta da parte del vassallo o servo al signore feudale (solitamente dovuta alla coltivazione di terreno) o dal servo della gleba al proprietario terriero tramite giornate di lavoro gratuito, solitamente padronali. In Italia, fino al medioevo, veniva spesso indicata con il termine angariae

## Storia
L'obbligo di fornire lavoro gratuito, come una forma di tassazione, è antichissimo, ed era molto diffuso, per esempio, nell'antico Egitto. Le corvée feudali hanno però il loro antecedente immediato nel tardo impero romano, dove alcune categorie di persone erano obbligate a prestare lavoro fisico (operae) per lo Stato o per privati. Si trattava in primo luogo delle operae officiales che spesso i liberti dovevano impegnarsi a prestare per ottenere la libertà, e che, generalmente, consistevano in lavoro gratuito sulle terre dell'(ex) padrone. A partire dal secolo III-IV, poi, i colonii, che si trovavano in una condizione di semi-schiavitù, erano obbligati, oltre al pagamento di un canone annuale, a lavorare gratuitamente le terre del proprietario terriero per un certo numero di giornate all'anno. Anche lo Stato romano, talvolta, invece che ricorrere alla tassazione, richiedeva a determinate classi di persone prestazioni lavorative (operae publicae), destinate alla costruzione di strade, ponti, argini, mentre gli abitanti di alcune regioni erano responsabili per il servizio postale e dei trasporti (cursus publicus), per il quale dovevano fornire cavalli, veicoli e lavoro.
Durante l'impero romano la terra veniva coltivata da contadini liberi, coloni o schiavi. Nell'evoluzione verso il sistema feudale i liberi contadini divennero coloni o hospites, mentre gli schiavi divennero servi della gleba. Nel regno franco, che proseguì la tradizione amministrativa dell'impero romano, questo sistema venne mantenuto. I conti, nel territorio di loro competenza, avevano dunque il potere di obbligare gli abitanti dei pagus a lavorare gratuitamente per la manutenzione delle strade ed altre incombenze di carattere pubblico, mentre i missi ed altri funzionari pubblici, durante i loro viaggi, potevano obbligare la popolazione al loro mantenimento e a fornire mezzi di trasporto per sé e per i loro beni. Tra il VI e il X secolo il sistema agrario gallo-romano si evolse nel modello feudale, e nel corso di questa evoluzione politico-economica, durante la quale i funzionari del regno franco si trasformarono in signori feudali, venne a svilupparsi in tutta la sua pienezza il sistema delle corvée, che si mantenne per tutto il Medioevo e che in alcuni stati sopravvisse sino al XIX secolo inoltrato.
Il sistema delle corvée assicurava vantaggi sia per il signore feudale, che poteva disporre di forza lavoro gratuita, sia per il vassallo, che infatti aveva il vantaggio di poter pagare fitti ed imposte in forma di lavoro e non in denaro, la qual cosa, in un'epoca di drammatica contrazione della circolazione monetaria, era sicuramente un vantaggio. Inoltre le corvée erano definite con grande precisione, sia dalle consuetudini locali, sia dalle singole disposizioni relative al fondo infeudato. Ciononostante vi erano margini per l'abuso. Con la ripresa della vita urbana, gli abitanti delle città riuscirono ben presto a liberarsi di questi obblighi: prestando un corrispettivo in denaro, oppure sostituendo la prestazione lavorativa con la fornitura di veicoli, cavalli da tiro ecc.
Nelle campagne il sistema sopravvisse. I servi della gleba erano, formalmente e nominalmente, soggetti alla grazia del signore feudale (corvéables à merci), e non vi era alcun limite alle somme, o alle prestazioni lavorative, che il signore poteva pretendere. In Francia, nel XVIII secolo, venne imposta la corvée royale, che imponeva ai contadini di contribuire alla manutenzione delle strade, corvée che nel 1738 divenne generale. La strumentalizzazione della presunta ingiustizia di questi obblighi rispetto a proprietari terrieri che i contadini vedevano di rado e dai quali percepivano di non ricevere alcuna contropartita fu una delle cause più immediate della rivoluzione francese. La Costituente abolì integralmente ogni tipo di corvée personale, mentre i proprietari terrieri ebbero la possibilità di decidere se convertire le corvée reali in una prestazione in denaro. La corvée royale venne abolita il 4 agosto, 1789, insieme a un certo numero di altri privilegi feudali, e quindi reintrodotta nel 1799, e modificata nel 1824, nel 1836 e nel 1871.

## Caratteristiche
Ne esistevano due tipi di: quella reale e quella signorile. La prima era un obbligo da parte della comunità di effettuare lavori sulle strade del regno e la seconda era un obbligo da parte dei servitori della gleba nei confronti del proprietario terriero di prestargli lavoro.
In relazione alla natura giuridica della corvée si deve anzitutto notare che il signore feudale, nel Medioevo, aveva sostituito dal punto di vista amministrativo lo Stato centrale, e che per questo gli obblighi del vassallo avevano sia carattere privatistico, rappresentavano ovvero il canone per l'uso del mansus, versato in forma di lavoro, sia carattere pubblico. Infatti i signori feudali erano sostanzialmente sovrani sui loro territori, anche dal punto di vista fiscale, e le corvée rappresentavano una forma di tassazione, prestata in lavoro anziché in denaro (questa commistione tra diritto pubblico e diritto privato è una delle caratteristiche salienti del Medioevo). Corvée del primo tipo erano le giornate lavorative sulle terre del signore, la riparazione di edifici, il trasporto di cereali, vino e legna. Facevano parte del secondo gruppo i lavori di manutenzione stradale, la costruzione e la riparazione di ponti, castelli, chiese. Le corvée si distinguevano inoltre in reali, ovvero legate ad un appezzamento di terreno, e personali, legate ad un singolo individuo.

## Utilizzo odierno del termine
Oggi il termine viene utilizzato anche per altre forme di lavoro obbligatorio non retribuito.
In ambito militare, la frase "essere di corvée" (o "corvé") è utilizzato per indicare un'antica usanza ancora presente nelle Forze Armate per stabilire dei turni di servizio per i militari finalizzati ad effettuare mansioni o servizi vari quali compiti di pulizia dei locali e servizi (camerate, bagni, piazzali, cucina, capannoni, ecc.) nonché altri lavori sempre inerenti all'uso dei commilitoni oppure, in senso più lato, per la preparazione di pasti o le operazioni correlate.
C'è da osservare che oggi molti di questi servizi sono stati esautorati dalla moderna tecnologia per cui il tutto si risolve a interventi di particolare necessità. Il turno assegnato può essere giornaliero ma anche settimanale, dipende dal tipo di corvé e dalle necessità organizzative e pendenze da assolvere.